# Josef Starkl

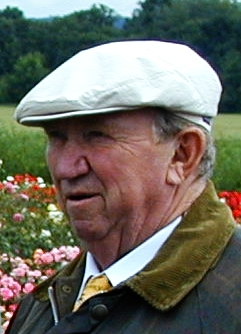
Josef Starkl (2003)

Josef Starkl II. (* 4. Februar 1929 in Frauenhofen; † 13. Juli 2005 in Druhanice, Tschechien) war ein österreichischer Gärtnereiunternehmer.
Josef Starkl übernahm 1953 den Gärtnereibetrieb seines Vaters. Er führte als erster Baumschulbesitzer einen Gartenmarkt mit Selbstbedienung in Österreich ein. 1960 führte er in Österreich Verpackungsmaschinen für Blumen aus den USA ein. Damit konnten täglich 10.000 Rosen verpackt werden. Er war Oberhaupt der Gartenbaufamilie Starkl, deren Stammsitz in Frauenhofen bei Tulln liegt. Im Oktober 1991 übernahm er das Gut Druhanice in der Tschechoslowakei, nach seinem Tode leitete sein gleichnamiger Sohn Josef III. die Starkl - zahradník spol. s r.o. Er starb während der Arbeit in einem seiner Gärtnereibetriebe.